# Alenka Saksida
Alenka Saksida, slovenska zborovodja, * 28. januar 1942.

Odlikovanja in nagrade
Leta 2001 je prejela častni znak svobode Republike Slovenije z naslednjo utemeljitvijo: »za posebne glasbene zasluge ob 300 letnici Academiae Philcarmonicorum Labacensium«.